# Synetic
Synetic – niemiecka firma produkująca gry komputerowe, założona w 1996 roku w  Gütersloh. Początkowo deweloper tworzył gry jedynie na komputery osobiste, jednak zmieniło się to wraz z powstaniem Mercedes Benz World Racing w 2003 roku. 31 marca 2014 roku poinformowano o zaprzestaniu tworzenia gier wideo przez producenta, a w maju tego samego roku firmę zamknięto.

## Gry wyprodukowane przez Synetic
Źródło: Gry-OnLine
- Have a N.I.C.E. Day! (1997)
- N.I.C.E. 2 (1998)[3]
- N.I.C.E. 2: Tune-Up (1999)[4]
- Breakneck (2000)
- Mercedes Benz Truck Racing (2000)
- World Racing (2003)
- World Racing 2 (2005)
- Alarm for Cobra 11: Nitro (2006)
- Cobra – oddział specjalny: Pościg (2007)
- Crash Time II (2008)
- Ferrari Virtual Race (2009)[5]
- Crash Time III: Nocne pościgi (2009)
- Crash Time IV: The Syndicate (2011)
- Crash Time V: Undercover (2012)